# Gabrnik, Škocjan
Gabrnik je naselje v Občini Škocjan.